# Reynaldo Jiménez
Reynaldo Jiménez (Lima, 1959) es un poeta, traductor y editor peruano-argentino. Reside en Buenos Aires desde 1963 y es una figura importante de la poesía latinoamericana contemporánea. Su obra se caracteriza por una poética radical y no complaciente, donde conviven rigor formal, libertad expresiva y una constante hibridación de lenguajes como la música, la danza, la imagen y la palabra.

## Biografía
Jiménez emigró a Buenos Aires con su familia a los cuatro años. En los años 80 formó parte del colectivo multidisciplinario El Invitado Sorpresa, que fusionaba poesía, rock, escenografía y proyecciones visuales. Más adelante, entre 1995 y 2008, codirigió junto a la artista Gabriela Giusti el sello editorial y revista-libro tsé-tsé, que se convirtió en un nodo de circulación de poéticas experimentales en Latinoamérica.
Ha sido un activo promotor de la poesía latinoamericana a través de festivales, antologías, talleres, publicaciones y traducciones. Fue cercano al poeta Néstor Perlongher, de quien compiló (junto con Adrián Cangi) los Papeles insumisos (2004).

## Obra y estilo
La poesía de Reynaldo Jiménez ha sido reconocida por su radicalidad formal, su metadiscursividad y su musicalidad interna. Integra lo visual y lo sonoro, el cuerpo y la voz, la exploración espiritual y lingüística.
El poeta Eduardo Milán ha elogiado su trabajo en los siguientes términos:

En la poesía de Reynaldo Jiménez hay un movimiento de desaparición para crear una intimidad completa (...). Poesía que no amenace ya no recuerda que es poesía. No sólo que se defienda. Que amenace más allá de todo amén o así sea una memoria de un origen que nunca fue —se crea un origen tan ficticio en poesía que la materia salta feliz.
Eduardo MilánComentario sobre Ganga III

Por su parte, Benito del Pliego destaca:

El más radical de los logros de esta escritura quizá sea el de hacer del poema un constante hacerse que nos coloca ante la presencia/pre-esencia del decir. El poema intensifica a partir del lenguaje el existir. Pide fisiología. O el lector deviene poema o de nada sirven teorías ni poéticas.
Benito del PliegoComentario crítico

Su inclusión en la antología Medusario (1996) lo vinculó con el neobarroco latinoamericano, aunque él mismo ha relativizado la idea de escuela. Ha compartido espacio con autores como Marosa di Giorgio, José Kozer o Roberto Echavarren.

## Traducción
Jiménez ha traducido al español importantes obras de la poesía brasileña contemporánea, como Galaxias de Haroldo de Campos, Catatau de Paulo Leminski, además de obras de Josely Vianna Baptista, Arnaldo Antunes y Sousândrade. Su enfoque es cercano a la transcreación, abordando la traducción como una forma expandida de lectura y creación.
También ha desarrollado una intensa actividad performática, combinando voz, música, cuerpo y palabra. Su producción sonora puede consultarse en su sitio en Bandcamp.